# Hohenroda
Hohenroda ist eine Gemeinde im osthessischen Landkreis Hersfeld-Rotenburg an der Landesgrenze zu Thüringen.

## Geographie
Die Gemeinde liegt in der Kuppenrhön. Die höchste Erhebung des Hessischen Kegelspiels, der Soisberg liegt an der westlichen Gemeindegrenze. Die nächsten größeren Städte sind Bad Hersfeld (etwa 20 km nordwestlich) und Fulda (etwa 32 km südwestlich).

### Nachbargemeinden
Hohenroda grenzt im Norden an die Gemeinde Philippsthal (im Landkreis Hersfeld-Rotenburg), im Osten an die Gemeinde Unterbreizbach, im Südosten an die Gemeinde Buttlar (beide im thüringischen Wartburgkreis), im Süden an die Gemeinde Eiterfeld (im Landkreis Fulda), im Westen an die Gemeinde Schenklengsfeld sowie im Nordwesten an die Gemeinde Friedewald (beide im Landkreis Hersfeld-Rotenburg).

### Gemeindegliederung
Die Gemeinde besteht aus den Ortsteilen Ausbach, Glaam, Mansbach, Oberbreitzbach, Ransbach und Soislieden.

## Geschichte

### Gemeindegebiet

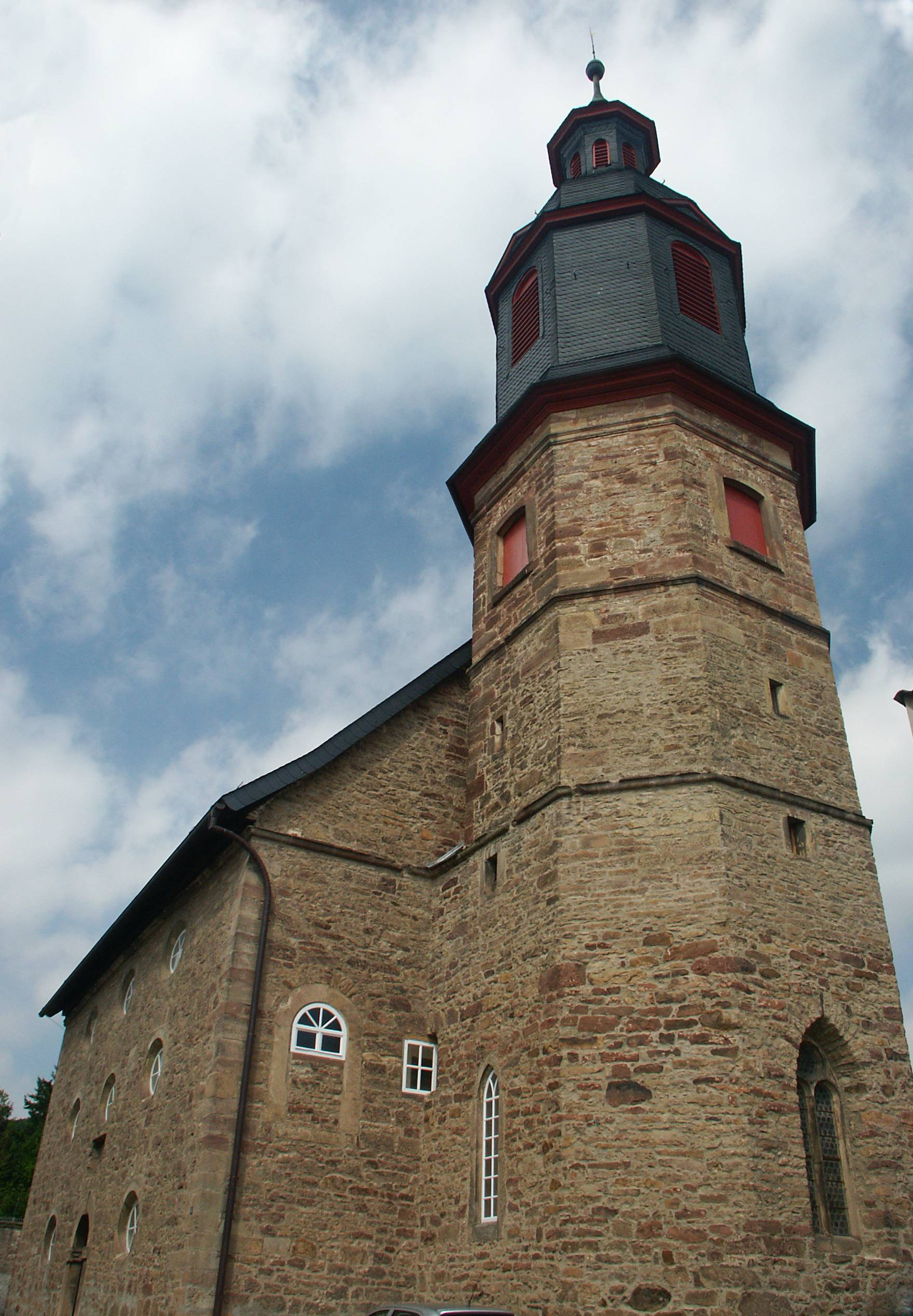
Die Kirche in Mansbach

Die heutige Ortsteil Mansbach wurde 1232 das erste Mal urkundlich erwähnt und ist vermutlich seit seiner Entstehung von der buchischen Ritterschaft von Mansbach abhängig. Ransbach folgte mit seiner Ersterwähnung im Jahre 1254, als Dorf des Amtes Landeck.
Die Herren von Mansbach bauten eine halb-selbstständige Kleinherrschaft auf, in dem sie Beziehungen zu den benachbarten Abteien Fulda und Hersfeld und den Landgrafen von Hessen ausnutzen konnten.
Die Burg Mansbach wurde durch Abt Bertho IV. von Fulda zwischen 1274 und 1286 zerstört. Nach dem Wiederaufbau war es im 14. und 15. Jahrhundert zeitweise ein Lehen und mal ein Allod. Im Jahre 1364 erhielten die Mansbach von der Abtei Fulda die Gerichtsbarkeit über den Ort. Im Jahre 1652 kaufte Johann von Geyso vom wilhelmschen Zweig der Mansbach Grundbesitz und das von Wilhelm von Mansbach 1577/78 erbaute Herrenhaus (Geyso-Schloss Mansbach). Bis zur Mediatisierung 1806 war das Dorf von der Abtei Fulda als landsässig beansprucht, es bestand aber praktisch aus drei reichsfreien Rittergütern.
Anfang des 20. Jahrhunderts wurde der Fabrikant Adolf Hupertz (damals auch Besitzer der Burg Rieneck) Besitzer von 1.700 Morgen Grundbesitz zwischen Mansbach, Glaam und Oberbreitzbach. Er machte daraus ein Hofgut und nannte das Gut, bzw. den Gutsbezirk Hohenroda, das von nun an zur Gemeinde Oberbreitzbach gehörte. Zwischen 1907 und 1909 ließ sich Hupertz im Gutsbezirk ein Herrenhaus mit Parkanlagen errichten. Er nannte die Anlage Schloss Hohenroda. Als am 1. Februar 1971 die Großgemeinde gegründet wurde, ging der Name der Hofguts bzw. des Schlosses auf die Gemeinde über. Seit 1988 befindet sich auch der Verwaltungssitz der Gemeinde in dem ehemaligen Herrenhaus, die es 2007 kaufte.

### Gemeindebildung 1968/1972
Die Gemeinde Hohenroda im Landkreis Hersfeld entstand am 1. Februar 1971 im Zuge der Gebietsreform in Hessen durch den freiwilligen Zusammenschluss der bis dahin selbständigen Gemeinden Mansbach (Landkreis Hünfeld) und Ransbach (Landkreis Hersfeld). Am 1. Februar 1972 kam noch die Gemeinde Ausbach hinzu. Die Gemeinde Hohenroda wurde 1972 in den neu geschaffenen Landkreis Hersfeld-Rotenburg eingegliedert. Im Vorfeld wurden Glaam bereits am 1. September 1968 nach Ransbach eingemeindet, Soislieden wurde am 1. Januar 1970 und Oberbreitzbach am 1. Juli 1970 nach Mansbach eingemeindet. Für die Ortsteile Ausbach, Glaam, Mansbach, Oberbreitzbach, Ransbach mit Soislieden wurden Ortsbezirke mit Ortsbeirat und Ortsvorsteher nach der Hessischen Gemeindeordnung gebildet.

## Bevölkerung

### Einwohnerstruktur 2011
Nach den Erhebungen des Zensus 2011 lebten am Stichtag dem 9. Mai 2011 in Hohenroda 3201 Einwohner. Darunter waren 31 (1,0 %) Ausländer, von denen 16 aus dem EU-Ausland, 6 aus anderen europäischen Ländern und 9 aus anderen Staaten kamen. (Bis zum Jahr 2020 erhöhte sich die Ausländerquote auf 4,2 %.) Nach dem Lebensalter waren 492 Einwohner unter 18 Jahren, 1241 zwischen 18 und 49, 734 zwischen 50 und 64 und 740 Einwohner waren älter. Die Einwohner lebten in 1404 Haushalten. Davon waren 373 Singlehaushalte, 369 Paare ohne Kinder und 515 Paare mit Kindern, sowie 124 Alleinerziehende und 23 Wohngemeinschaften.  In 274 Haushalten lebten ausschließlich Senioren und in 887 Haushaltungen lebten keine Senioren.

### Einwohnerentwicklung
| Hohenroda: Einwohnerzahlen von 1973 bis 2020                      | Hohenroda: Einwohnerzahlen von 1973 bis 2020 | Hohenroda: Einwohnerzahlen von 1973 bis 2020 | Hohenroda: Einwohnerzahlen von 1973 bis 2020 | Hohenroda: Einwohnerzahlen von 1973 bis 2020 |
| ----------------------------------------------------------------- | -------------------------------------------- | -------------------------------------------- | -------------------------------------------- | -------------------------------------------- |
| Jahr                                                              |                                              |                                              |                                              | Einwohner                                    |
| 1973                                                              | 1973                                         |                                              | 3.796                                        | 3.796                                        |
| 1975                                                              | 1975                                         |                                              | 3.742                                        | 3.742                                        |
| 1980                                                              | 1980                                         |                                              | 3.583                                        | 3.583                                        |
| 1985                                                              | 1985                                         |                                              | 3.512                                        | 3.512                                        |
| 1990                                                              | 1990                                         |                                              | 3.733                                        | 3.733                                        |
| 1995                                                              | 1995                                         |                                              | 3.652                                        | 3.652                                        |
| 2000                                                              | 2000                                         |                                              | 3.493                                        | 3.493                                        |
| 2005                                                              | 2005                                         |                                              | 3.379                                        | 3.379                                        |
| 2010                                                              | 2010                                         |                                              | 3.255                                        | 3.255                                        |
| 2011                                                              | 2011                                         |                                              | 3.201                                        | 3.201                                        |
| 2015                                                              | 2015                                         |                                              | 3.114                                        | 3.114                                        |
| 2020                                                              | 2020                                         |                                              | 3.063                                        | 3.063                                        |
| Quellen: Hessisches Statistisches Informationssystem; Zensus 2011 |                                              |                                              |                                              |                                              |

### Religionszugehörigkeit
| • 1987: | 3205 evangelische (= 88,3 %), 332 katholische (= 9,1 %), 95 sonstige (= 2,6 %) Einwohner    |
| • 2011: | 2510 evangelische (= 78,4 %), 327 katholische (= 10,2 %), 364 sonstige (= 11,4 %) Einwohner |

## Politik

### Gemeindevertretung
Die Kommunalwahl am 14. März 2021 lieferte folgendes Ergebnis, in Vergleich gesetzt zu früheren Kommunalwahlen:

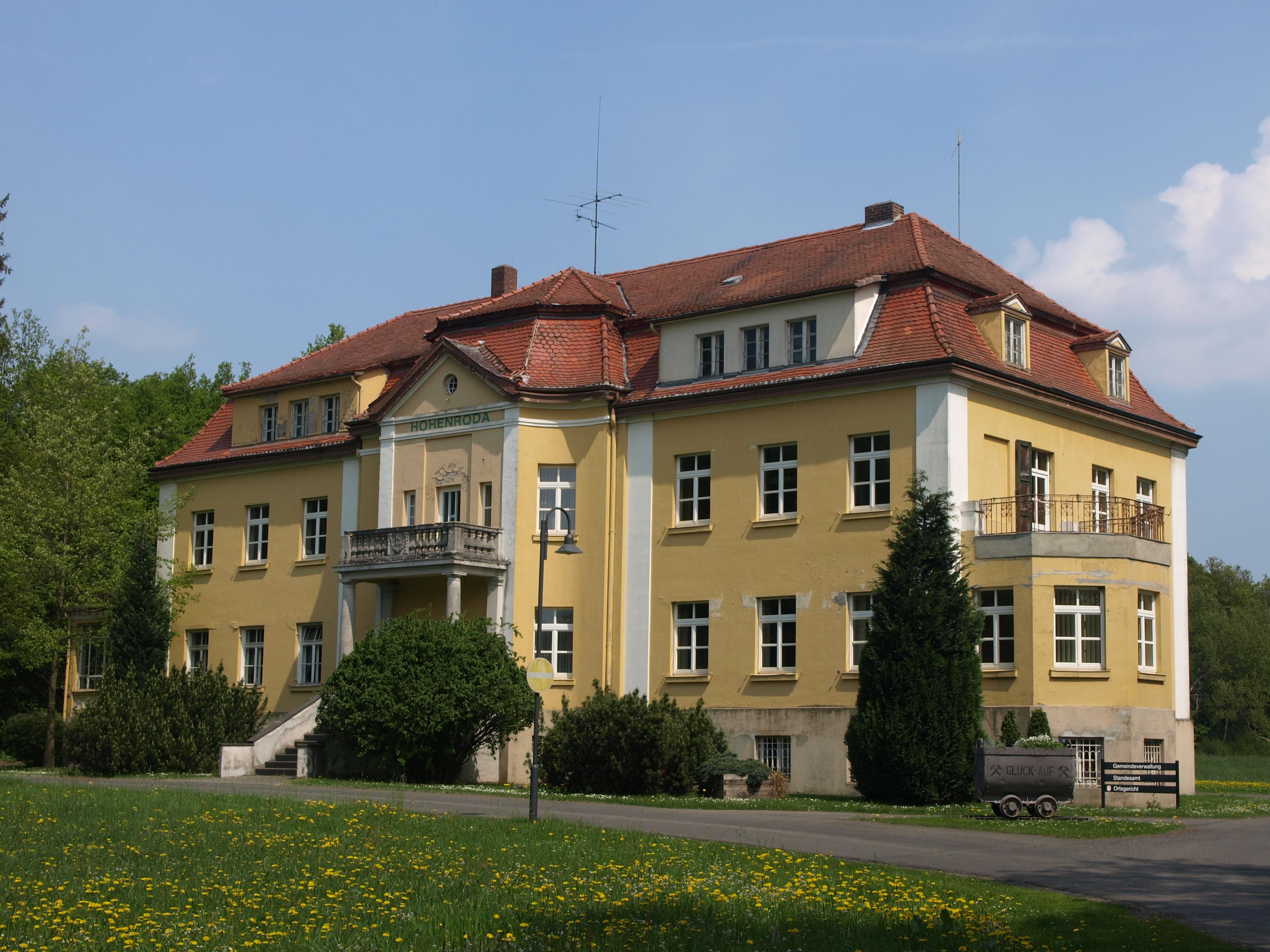
Schloss Hohenroda (vor der Sanierung), seit 1988 Rathaus der Gemeinde, seit 2018 privatisiert.

| Sitzverteilung in der Gemeindevertretung 2021Insgesamt 23 Sitze - SPD: 10 - FDP: 3 - FW: 7 - CDU: 3 | Parteien und Wählergemeinschaften | Parteien und Wählergemeinschaften           | % 2021 | Sitze 2021 | % 2016 | Sitze 2016 | % 2011 | Sitze 2011 | % 2006 | Sitze 2006 | % 2001 | Sitze 2001 |
| Sitzverteilung in der Gemeindevertretung 2021Insgesamt 23 Sitze - SPD: 10 - FDP: 3 - FW: 7 - CDU: 3 | SPD                               | Sozialdemokratische Partei Deutschlands     | 45,3   | 10         | 44,9   | 10         | 50,1   | 12         | 65,6   | 15         | 68,9   | 16         |
| Sitzverteilung in der Gemeindevertretung 2021Insgesamt 23 Sitze - SPD: 10 - FDP: 3 - FW: 7 - CDU: 3 | FWH                               | Freie Wählergruppe Hohenroda                | 31,5   | 7          | 31,3   | 7          | 21,5   | 5          | —      | —          | —      | —          |
| Sitzverteilung in der Gemeindevertretung 2021Insgesamt 23 Sitze - SPD: 10 - FDP: 3 - FW: 7 - CDU: 3 | CDU                               | Christlich Demokratische Union Deutschlands | 11,5   | 3          | 13,0   | 3          | 15,4   | 3          | 21,3   | 5          | 22,6   | 5          |
| Sitzverteilung in der Gemeindevertretung 2021Insgesamt 23 Sitze - SPD: 10 - FDP: 3 - FW: 7 - CDU: 3 | FDP                               | Freie Demokratische Partei                  | 11,8   | 3          | 10,8   | 3          | 13,0   | 3          | 13,1   | 3          | 8,5    | 2          |
| Sitzverteilung in der Gemeindevertretung 2021Insgesamt 23 Sitze - SPD: 10 - FDP: 3 - FW: 7 - CDU: 3 | gesamt                            | gesamt                                      | 100,0  | 23         | 100,0  | 23         | 100,0  | 23         | 100,0  | 23         | 100,0  | 23         |
| Sitzverteilung in der Gemeindevertretung 2021Insgesamt 23 Sitze - SPD: 10 - FDP: 3 - FW: 7 - CDU: 3 | Wahlbeteiligung in %              | Wahlbeteiligung in %                        | 58,2   | 58,2       | 58,7   | 58,7       | 58,1   | 58,1       | 55,2   | 55,2       | 66,6   | 66,6       |

### Bürgermeister
Nach der hessischen Kommunalverfassung wird der Bürgermeister für eine sechsjährige Amtszeit gewählt, seit dem Jahr 1993 in einer Direktwahl, und ist Vorsitzender des Gemeindevorstands, dem in der Gemeinde Hohenroda neben dem Bürgermeister ehrenamtlich ein Erster Beigeordneter und sechs weitere Beigeordnete angehören. Bürgermeister ist seit dem 1. September 2013 der parteiunabhängige Andre Stenda. Er wurde als Nachfolger von Jörg Schäfer (SPD), der nach drei Amtszeiten nicht wieder kandidiert hatte, am 12. Mai 2013 im ersten Wahlgang bei 74,3 Prozent Wahlbeteiligung mit 70,7 Prozent der Stimmen gewählt. Es folgten zwei Wiederwahlen, jeweils ohne Gegenkandidaten, zuletzt im März 2025.
Amtszeiten der Bürgermeister
- 2013–2031 Andre Stenda[17]
- 1995–2013 Jörg Schäfer (SPD)[18]
- 1973–1995 Eberhard Fischer (SPD)

### Wappen

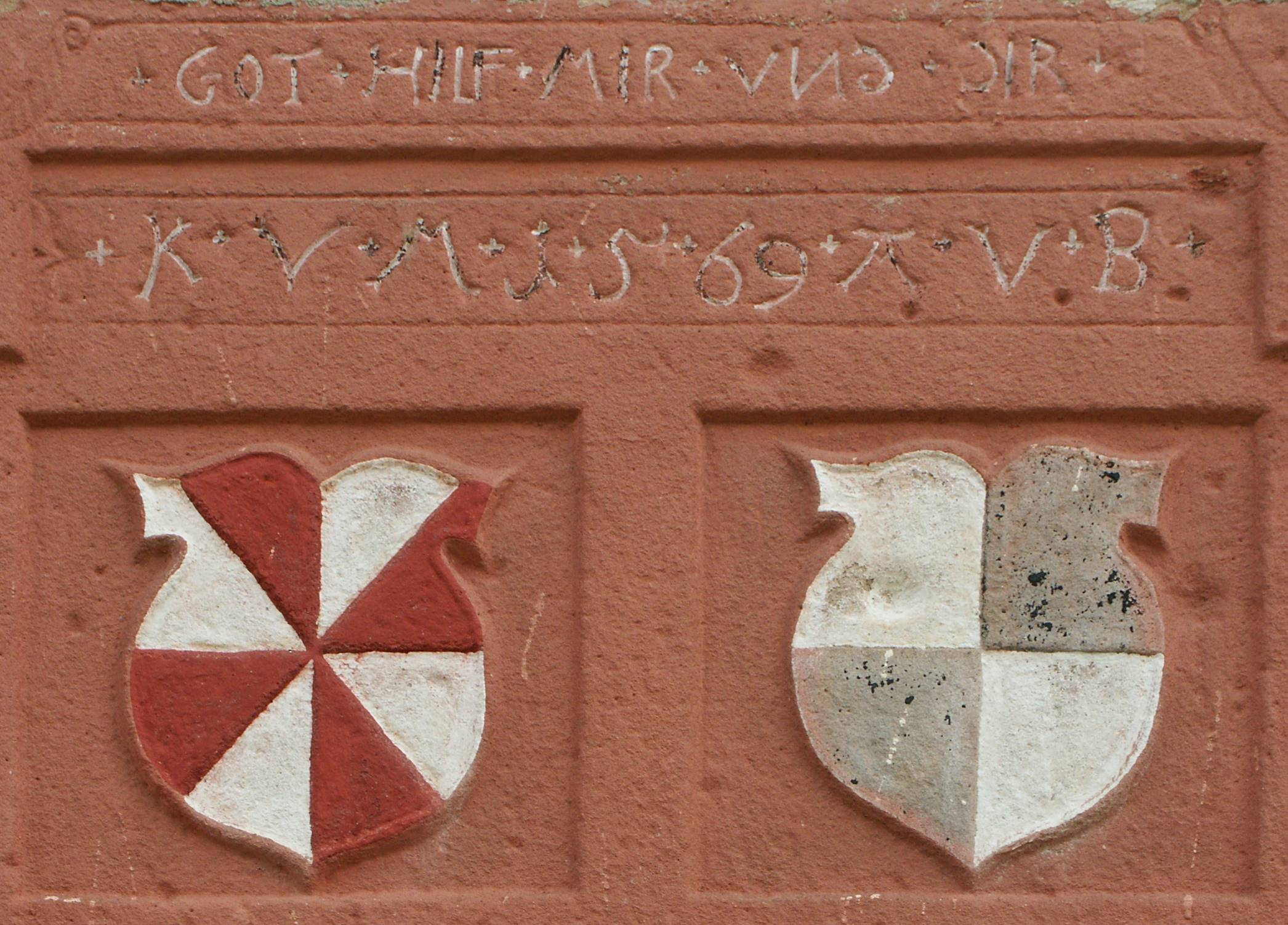
Links das Wappen der Familie von Mansbach

Als Hoheitszeichen führt die Gemeinde Hohenroda dieses Wappen:
| Wappen der Gemeinde Hohenroda | Blasonierung: „In silbern und rot sechsfach balkenweise geständertem Schild, ein Sechsblatt in verwechselten Farben.“ |
| Wappen der Gemeinde Hohenroda | Wappenbegründung: Die sechs Blätter symbolisieren den Zusammenschluss der sechs selbständigen Gemeinden zu einer Großgemeinde. Die Blätter gehören zu einem Apfelbaum und verweisen damit auf die Apfelsorte Ausbacher Rotapfel, die nach dem Ortsteil Ausbach benannt ist und der in der Umgebung noch oft auf Streuobstwiesen angebaut wird. Die Farben Silber und Rot leiten sich von den Wappen der Herren von Mansbach, dem Kurfürstentum Hessen und der Gemeinde Ransbach ab. Die Ständerung stammt wiederum aus dem Wappen derer von Mansbach. |

## Kultur und Sehenswürdigkeiten

### Museen

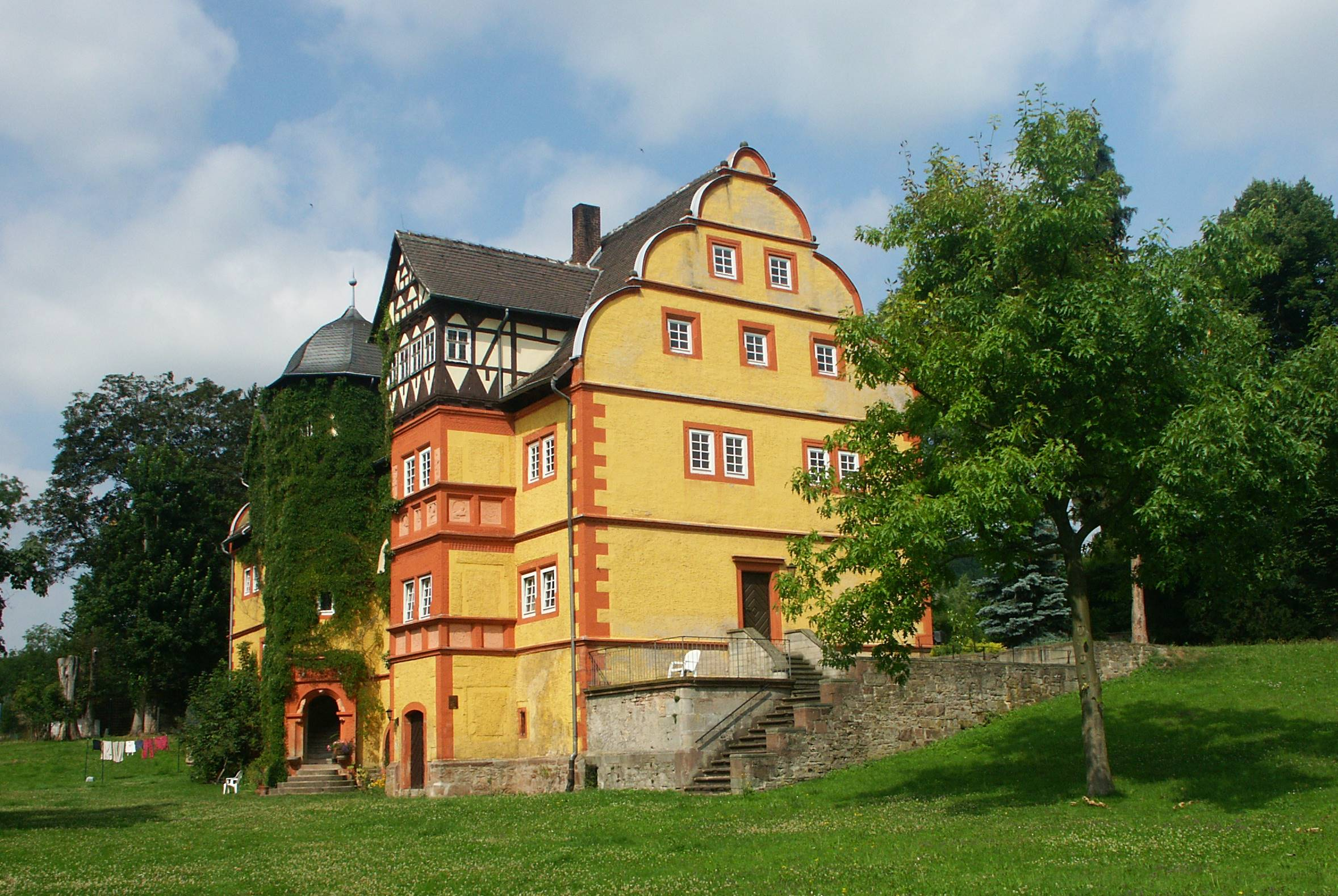
Das Renaissanceschloss (Geyso Schloss) in Mansbach

- Heimatstube im Fachwerkanbau des Geyso-Schlosses in Mansbach
- Heimatstube im Ortsteil Ausbach
- Museum in Ransbach
- Grenzdokumentationsstelle (zur innerdeutschen Grenze)

### Bauwerke
- Barocke Dorfkirche Mansbach (Chorraum um 1280, ehemalige Grabkapelle der Familie von Mansbach)
- Unterhof (Blaues Schloss) von 1569 (Wohnsitz der Familie von Mansbach)
- Schloss Geyso (1577–1578) in Mansbach
- Grasburg bei Mansbach (aus dem 8. Jahrhundert)
- Jüdischer Friedhof Mansbach
- Schloss Hohenroda